# 平卧轴藜
平卧轴藜（学名：Axyris prostrata）为苋科（藜亞科）轴藜属的植物。分布在俄罗斯、蒙古以及中国大陆的青海、西藏、新疆等地，生长于海拔1,800米至5,000米的地区，常生长在阶地、多石山坡、河谷或草滩，目前尚未由人工引种栽培。